# Mirab Azernet Berbere
Mirab Azernet Berbere (ou Merab Azernet,) est l'un des woredas de la région des nations, nationalités et peuples du Sud de l'Éthiopie transférés dans la région Éthiopie du Centre en 2023. Ce district porte le nom de sous-groupes du peuple Silt'e et fait partie de la zone Silt'e. Mirab Azernet Berbere est bordé au sud-ouest par la zone Hadiya, au nord-ouest par la zone Gurage et à l'est par Misraq Azernet Berbere. Il s'est détaché de son voisin Limu avant le recensement national de 2007.

## Données démographiques
D'après le recensement de 2007 mené par l'agence centrale de la statistique (Éthiopie), ce district compte 59 289 habitants, dont 5 034 citadins, soit 8 % de sa population. Près de 97 % des habitants sont musulmans et 3 % sont orthodoxes.
En 2022, sa population est estimée à 84 157 personnes avec une densité de population de 557 personnes par km2 et 151 km2 de superficie,.

## Lieux
La principale agglomération du district est Lera avec 2 813 habitants en 2007, suivie par Duna qui a 2 221 habitants à la même date.
Située 25 km au nord d'Hosaena sur la route principale venant de Welkite, Lera est à une quarantaine de kilomètres à vol d'oiseau de Worabe et 60 km par la route.
Duna se trouve quelques kilomètres à l'est de Lera.